# Регіне Гайтцер
Регіне Гайтцер  (нім. Regine Heitzer; нар. 16 лютого 1944) — австрійська фігуристка, олімпійська медалістка.

## Виступи на Олімпіадах
| Олімпіада       | Дисципліна       | Місце |
| --------------- | ---------------- | ----- |
| Скво-Веллі 1960 | одиночний розряд | 7     |
| Інсбрук 1964    | одиночний розряд | 2     |